# الشرف (صعفان)

تعديل مصدري - تعديل

الشرف هي إحدى قرى عزلة الجرواح بمديرية صعفان التابعة لمحافظة صنعاء، بلغ تعداد سكانها 650 نسمة حسب تعداد اليمن لعام 2004.